# Грабовский, Игорь Авксентьевич
Игорь Авксентьевич Грабо́вский  (1934—1992) — советский режиссёр документального кино.

## Биография
Родился 1 июля 1934 года в Могилев-Подольском (ныне Винницкая область, Украина) в семье служащего. Окончил режиссёрский факультет КГИТИ имени И. К. Карпенко-Карого (1958). Работал ассистентом режиссёра и режиссёром на Киевской и Одесской киностудиях художественных фильмов, на «Мосфильме», на Киевской студии телевидения (в фильмах: «Тревожная молодость», «Одна ночь», «Поэма о море», «В поисках радости», «Исправленному верить» и тому подобное).
С 1962 года — режиссёр Украинской студии хроникально-документальных фильмов. Член СКУ.
Умер 5 июня 1992 года в Киеве.

## Награды и премии
- Заслуженный деятель искусств УССР (1975)
- Премия имени Я. А. Галана (1976)
- Государственная премия УССР имени Т. Г. Шевченко (1978) — за документальную кинотрилогию «Советская Украина. Годы борьбы и побед» (1974—1977) производства «Укркинохроники»